# Српски православни музеј у Сентандреји
Српски православни музеј је музеј Српске православне цркве који се налази у Сентандреји. Музеј садржи предмете црквено-умјетничке збирке Епархије будимске. Дио сталне поставке чине предмети Библиотеке и Архива Епархије будимске. Налази се у згради некадашње Препарандије, на главном тргу у Сентандреји. Музеј је значајан по томе што представља свједочанство српске културе на простору Епархије будимске прије и након Велике сеобе Срба.

## Музејске збирке
Српски православни музеј садржи велики број сачуваних икона и других црквених предмета. Библиотека садржи 30.000 књига, од чега 100 рукописаних. Најзначајнију збирку писаних докумената чини Сентандрејски археографски фонд. У музејској збирци се налази и најстарији сачувани портрет патријарха Арсенија Чарнојевића. Највећи број икона потиче из 18. вијека, а значајна је и збирка икона зографских народних мајстора из прве половине 18. вијека.

## Историја
Српска православна црквено-умјетничка збирка је основана 1964. године, а стална поставка је отворена 1999. године. Зграда некадашње Препарандије у којој се налази музеј је у октобру 2010. године враћена у власништво Будимске епархије, након чега је одмах одлучено да се у згради оснује музеј. Стари музеј Српске православне епархије будимске се налазио у улици Патријарха бр. 5. Дугогодишњи управник музеја који се бавио сакупљањем збирке је био др Слободан Милеуснић (преминуо 2005).